# Corps supérieur des avocats de l'État

Armoiries des avocats de l'État (Espagne).

Le corps supérieur des avocats de l'État (en espagnol : Cuerpo Superior de Abogados del Estado) est un corps de hauts fonctionnaires de l'État chargés de la défense juridique et judiciaire de l'État espagnol.

## Présentation
Les avocats de l'État, sous l'autorité du bureau de l'Avocat général, sont responsables de la défense juridique de l'État et de ses principales institutions au cours de n'importe quelle procédure judiciaire, qu'elle soit intentée au niveau national ou international, et de l'assistance juridique aux organes de l'administration.
Reconnus comme des fonctionnaires d'élite, leur excellente réputation et qualification vient du fait que les concours d'admission constituent probablement les plus difficiles, les plus complets et les plus réputés de toute l'administration, aussi bien dans le pays qu'à l'étranger[réf. nécessaire].